# Баат
Баат (кхмер. បាអាត) — сиамский принц, правивший Камбоджей в период сиамской оккупации (1353—1355). Правил под именем Баат Ражда или Баат Реатеа (кхмер. បាអាតរាជា).

## Биография
Принц Баат родился в Аютии в семье сиамского короля. Имеются противоречивые данные о том, кем был его отец: по одной версии он был сыном первого сиамского короля — Раматхибоди I, по другой — сыном его преемника — Рамесуана. В 1353 году сиамские войска захватили Камбоджу. Баат правил в качестве короля Камбоджи, однако данные о периоде правления Баата также разнятся: согласно одним источникам он правил с начала сиамской оккупации, а согласно другим — стал преемником своего брата по имени Басат. Король Баат правил в течение двух лет, однако на третьем году правления заболел и умер. Кхмерские и сиамские придворные пригласили на трон его младшего брата, — принца Басата, — ставшего преемником умершего короля Баата.